# Epirrhoe aparinata
Epirrhoe aparinata là một loài bướm đêm trong họ Geometridae.